# Scriptania nordenskjoldi
Scriptania nordenskjoldi is een vlinder uit de familie van de uilen (Noctuidae). De wetenschappelijke naam van de soort is voor het eerst geldig gepubliceerd als Mamestra nordenskjoldi in 1899 door Otto Staudinger.